# Regimentul 33 Infanterie (1916-1918)
Regimentul 33 Infanterie a fost o unitate de nivel tactic care s-a constituit la 14/27 august 1916, prin mobilizarea unităților și subunităților existente la pace aparținând de Regimentul Tulcea No. 33. Regimentul a făcut parte din organica Brigăzii 20 Infanterie, fiind dislocat la pace în garnizoana Tulcea. La intrarea în război, Regimentul 33 Infanterie a fost comandat de colonelul Atanase Mihăescu. Regimentul 33 Infanterie a participat la acțiunile militare pe frontul românesc, pe toată perioada războiului, între 14/27 august 1916 - 28 ocotmbrie/11 noiembrie 1918.
Drapelul de luptă al regimentului a fost decorat cu cea mai înaltă distincție de război, Ordinul „Mihai Viteazul”, clasa III:
„Pentru vitejia și avântul de care au dat dovadă ofițerii și trupa regimentului în bătălia de la Mărășești în august 1917. Intervenind în luptă în ziua de 1 august, au respins pe inamic dincolo de movila Chicera pe care au pus stăpânire și lungind apoi frontul pentru a înlocui trupele ruse de la aripa dreaptă au respins prin luptă la baionetă de la 3-5 august cinci atacuri sângeroase ale inamicului fără a ceda o palmă din terenul cucerit.”
Înalt Decret no. 2658 din 19 iunie 1920

## Participarea la operații
Din << Ghidul Arhivelor Militare Române - 
```
REGIMENTUL 33 DOROBANŢI TULCEA  
```

În baza legii bugetare pe anul financiar 1884-1885, a fost emisă Decizia Ministerială nr. 18 prin care au fost înfiinţate şi reorganizate unităţi ale Armatei Române. În Dobrogea la 
această dată a fost creat Batalionul de Dorobanţi “Dobrogea”, la Constanţa, având în compunere 
patru companii594. 
Prin Înaltul Decret nr. 472 emis la 10 martie 1887, Batalionul de Dorobanţi “Dobrogea” 
şi-a schimbat denumirea în Regimentul 33 Dorobanţi cu reşedinţa la Tulcea595. 
La 11 iulie 1891, pe baza Înaltului Decret nr.2329 regimentul şi-a păstrat numărul primit 
la înfiinţare, la care s-a adăugat numele districtului de recrutare “Dobrogea”, unitatea primind 
numele de Regimentul Dobrogea nr. 33596. 
Îşi desfăşoară activitatea sub această denumire până în anul 1932, când prin Înaltul Decret 
nr. 1778 din 23 mai 1932, Regimentul Tulcea nr. 33, a devenit Regimentul 33 Dorobanţi Tulcea597. 
La 19 august 1945, în conformitate cu Ordinul nr. 57282 al Marelui Stat Major, Divizia 10 
Infanterie şi implicit unităţile subordonate au fost desfiinţate. Regimentul 33 Dorobanţi a intrat în 
compunerea Brigăzii 1 Care Luptă cu garnizoana de reşedinţă Târgovişte598. 
În războiul din 1913 din Bulgaria, Regimentul 33 Dorobanţi şi-a mobilizat efectivele şi a 
participat la luptele de la Turtucaia, Dobrici şi Balcic. Declanşarea primului război mondial a găsit 
regimentul dislocat la Mogoşoaia, judeţul Ilfov. Împreună cu rezerva sa, Regimentul 73 Infanterie 
la 15 august 1916 au format Brigada 20 Infanterie. A participat cu succes alături de celelalte unităţi 
ale Diviziei 10 Infanterie la acţiunea de forţare a Dunării, operaţiunea Flămânda declanşată la 
18 septembrie 1916. La sfârşitul lunii septembrie 1916 regimentul a primit ordinul de a-şi dirija 
efectivele pe Valea Prahovei. În luptele purtate în zona muntelui Clăbucet a suferit pierderi foarte 
mari. În urma dezastrului suferit unitatea a fost retrasă de pe front şi trimisă pentru refacere la 
Ploieşti. 
S-a remarcat în bătălia de la Mărăşeşti, reuşind să cucerească şi să menţină poziţia dintre 
movila Chicera şi Panciu. Ca răsplată pentru bravura cu care a luptat drapelul regimentului a fost 
decorat de regale Ferdinand la 27 martie 1918, cu Ordinul “Mihai Viteazul” cls. a 3-a. În raportul 
special al Diviziei 10 Infanterie, pentru decorarea drapelului unităţii se menţiona: “Niciunul din 
atacurile inamicului n-au putut reuşi din cauza bărbăţiei, tenacităţii şi bravurii Regimentului 33 
Dorobanţi”. Conform ordinului Marelui Cartier General nr. 485 din 30 mai 1918, Divizia 10 
Infanterie cu unităţile din subordine a fost dislocată în Basarabia pentru asigurarea pazei în zona Bolgrad – Ismail – Chilia 
```
În luna mai 1919, Regimentul 33 Dorobanţi a intrat în subordinea Grupului general 
```

Popovici şi a fost dislocat la Chişinău. O lună mai târziu urmare a Ordinului de operaţii nr. 1296 al grupului general Popovici, unitatea a fost dislocată în zona Akerman cuprinsă între Olăneşti şi Bugaz.
```
La 1 decembrie 1919 în baza Ordinului Marelui Cartier General nr. 5383, regimentul s-a înapoiat în garnizoana Tulcea, mai puţin Batalionul 3, care a rămas în Cadrilater, la Bazargic. 
```

În anul 1922, regimentul a revenit în Basarabia, la Orhei în conformitate cu prevederile Ordinului Marelui Stat Major nr. 166/1922, în Tulcea rămânând să fiinţeze compania depozit. 
Efectivul regimentului a revenit în garnizoana de reşedinţă, în anul 1925. 
Intrarea României în cel de-al Doilea Război Mondial, la 22 iunie 1941 a impus necesitatea mobilizării întregii armate prin Înaltul Decret nr.1798. Primele fapte de arme săvârşite de Regiment au fost înscrise în luptele purtate în Delta Dunării. La data de 7 septembrie 1941, unitatea a primit ordinul de a intra în subordinea Diviziei 8 Infanterie. Participă la luptele de la 
Dalnic, Tătarca, Odessa, se încununează de glorie în luptele de la Kerci şi în grelele bătălii de la 
Capul de pod Kuban. A revenit în ţară în luna octombrie 1943. În timpul acestor acţiuni militare, 
unitatea tulceană a luptat şi sub comanda Diviziei 79 germane şi a Corpului 44 armată german. 
Regimentul 33 Dorobanţi a fost primul regiment din Armata Română, care a fost citat nominal în comunicatul Înaltului Comandament al Forţelor Armatei Germane şi al doilea regiment din Armata Română pe care mareşalul Antonescu l-a citat prin ordin de zi pe armată, decorându-i drapelul cu Ordinul “Mihai Viteazul” cls. a 2-a.
```
În perioada 23 august 1944-31 august 1944, 
```

regimentul a acţionat în zona Tulcea, Măcin şi Isaccea. 
Pentru siguranţa şi paza zonei petrolifere Prahova –Dâmboviţa, la 10 septembrie 1944 a 
fost dislocată Divizia 10 Infanterie, care a luat denumirea de Comandamentul Zonei Petrolifere, 
general Trestioreanu, iar Regimentul 33 Infanterie, Detaşamentul 33 Infanterie. Conform 
Ordinului nr. 22284 din 16 noiembrie 1944 al Diviziei 10 Infanterie, Regimentul 33 Dorobanţi a primit Ordinul pentru a se deplasa pe front. 
Efectivul său a preluat şi efectivele regimentelor 21 şi 115 infanterie, cu care s-a contopit. A participat la toate marile bătălii de pe teritoriul Cehoslovaciei.>>

## Comandanți
Draghiescu Ion

## Decorații
- Ordinul „Mihai Viteazul”, clasa III[3]